# Boscos montans guineans
Els boscos montans guineans són una ecoregió del tipus Bosc tropical i subtropical de frondoses humits d'Àfrica de l'oest.
L'ecoregió ocupa les porcions de les terres altes de Guinea situades per sobre d'un desnivell de 600 metres, estenent-se a través de porcions de Guinea, Sierra Leone, Libèria i Costa d'Ivori. Inclou l'altiplà de Fouta Djallon i els massissos de Ziama, Simandou, Tétini, Béro, Kourandou a Guinea, les muntanyes de Loma i els turons de Tingi a Sierra Leone, la serralada de Nimba a Guinea, Libèria i Costa d'Ivori i els Monts du Toura a Costa d'Ivori. La muntanya Bintumani a les Muntanyes Loma és el pic més alt de l'Àfrica occidental a l'oest del Mont Camerun. Els següents pics més alts de la regió es troben al massís de Sankan Biriwa (1850 metres) als Turons de Tingi.
La pluviositat mitjana és entre 1.600–2.400 mm per any i molts dels rius importants tenen les seves fonts en aquestes muntanyes.

## Flora

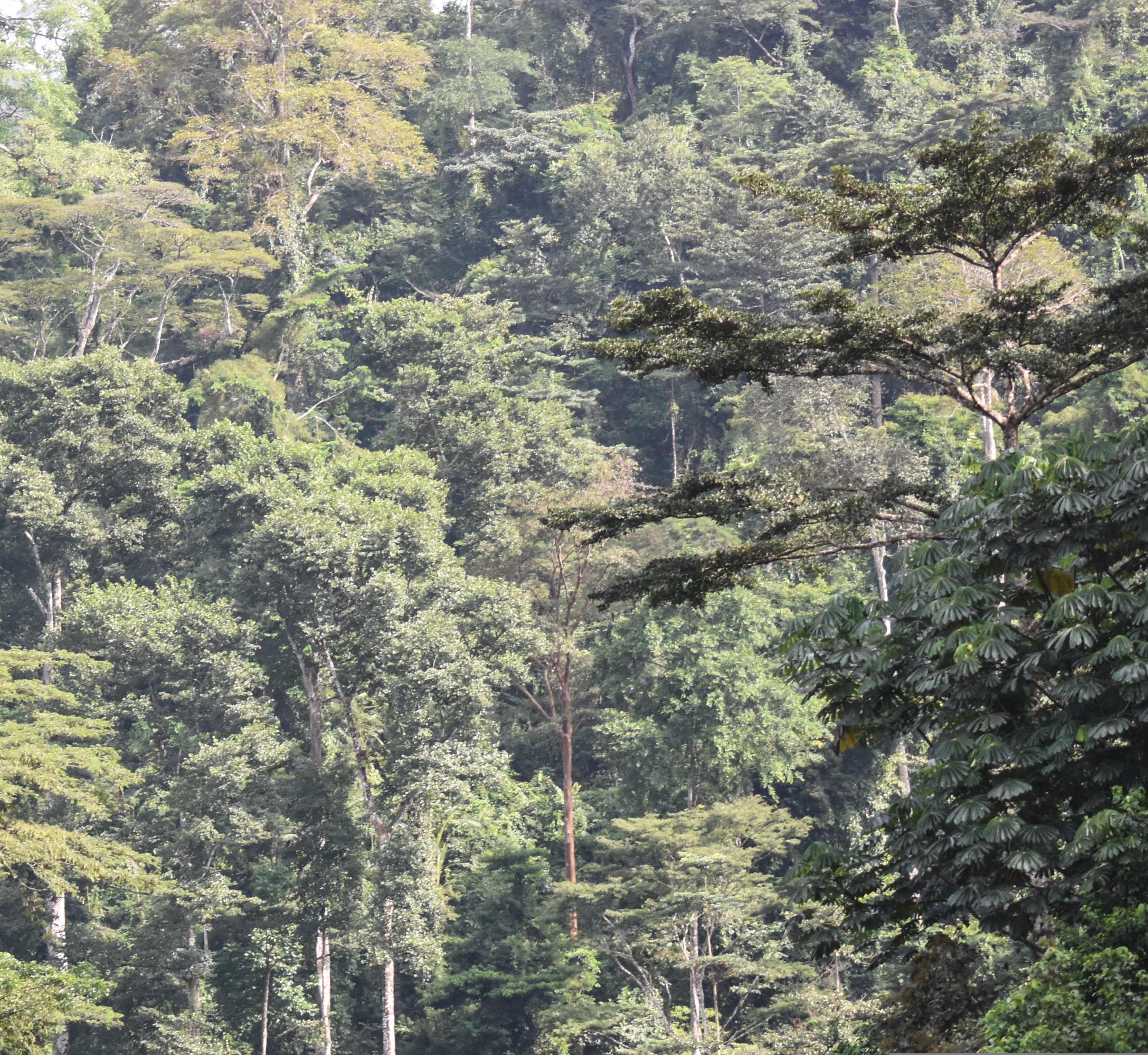
Selva montana al límit nord del Massís Ziama

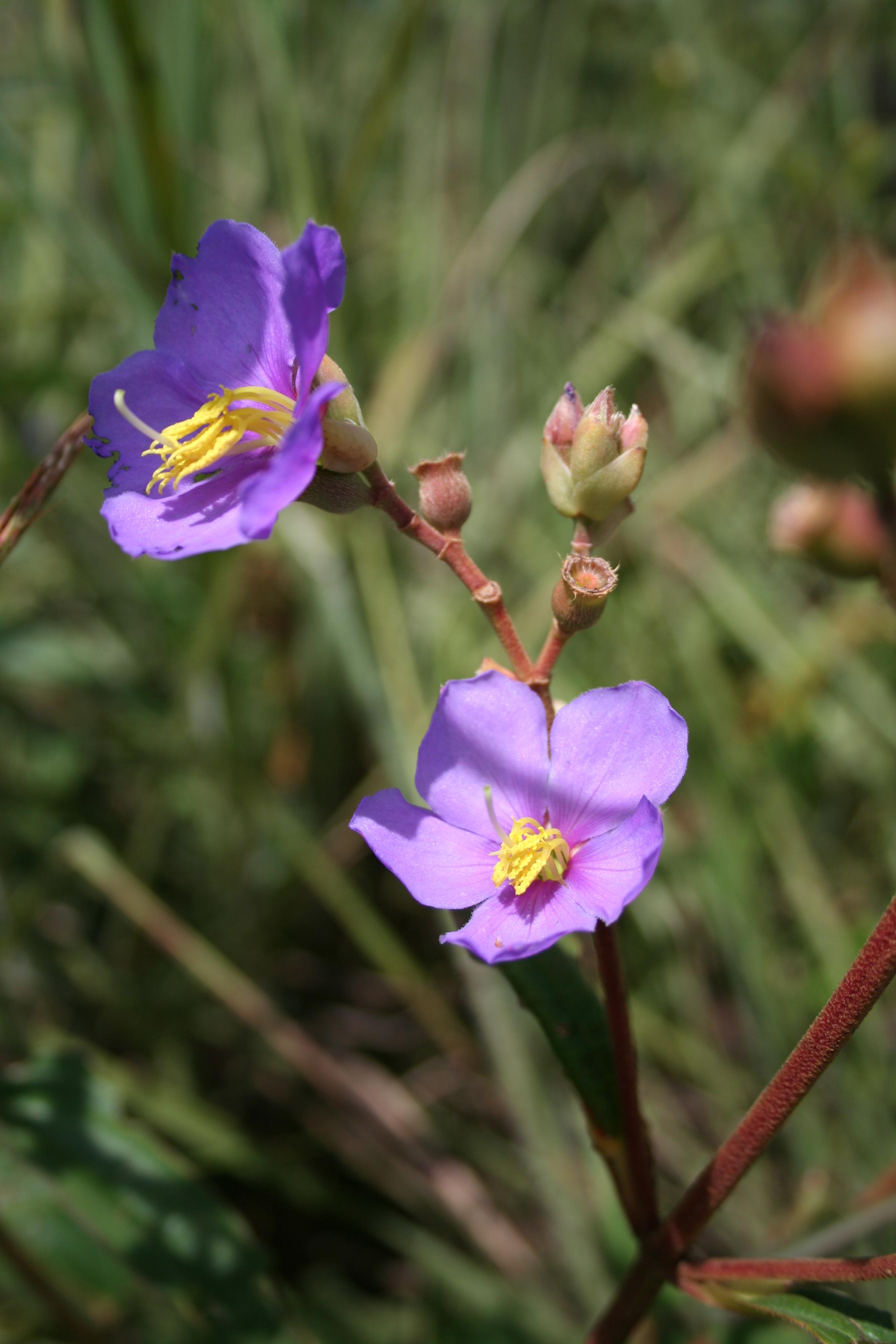
Exemplar de Dissotis elliotii

Aquestes muntanyes tenen una coberta de vegetal distinta en diverses fases segons alçada (cops d'arbres i arbusts per pisos), amb fins a 35 espècies endèmiques incloent-hi Rhipidoglossum l'orquídia trobada només damunt del Mont Nimba. Tipus de planta comuna en les valls de muntanya humides inclouen Uapaca togoensis, Cola lateritia maclaudii, Parinari excelsa, Piptadeniastrum africanum i Canarium schweinfurthii. Altituds més altes del Loma i el Tingi és cobert amb una sabana de Syzygium, Kotschya ochreata, Monechma depauperatum, i les falgueres arbòries, Cyathea subg. Cyathea manniana i Cyathea dregei. Altres àrees d'alta praderia tenen com a emblemes el gènere Gladiolus, Solenostemon monostachyus latericola (labiada), Cyanotis longifolia (commelinàcies), i Thesium tenuissimum (Santalàcies). Finalment el bosc de galeria alt és dominat per Parinari excelsa amb l'arbre-falguera, Cyathea camerooniana, i el bambú, Oxytenanthera abyssinica.
Pitcairnia feliciana, l'única espècie de Bromeliàcia nativa de fora de les Amèriques, és endèmica al Fouta Djallon.

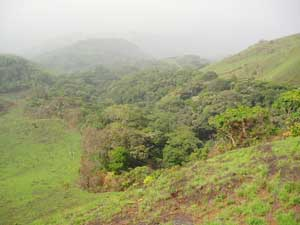
Galeria forestal a la serra de Simandou, Guinea.

## Fauna
El Lleopard (Panthera pardus) és el depredador més gran en l'ecoregion. L'ecoregió dona suport a poblacions de l'amenaçat ximpanzé Occidental (Pan troglodytes verus).
Ocells propers a l'endemisme inclouen Prinia leontica i l'estornell d'ulls brillants (Coccycolius iris).
Els amfibis endèmics inclouen el gripau Occidental de Nimba (Nimbaphrynoides occidentalis), que és trobat només en les prades montanes de la Serralada Nimba, i que és totalment vivípar. La granota de Guinea de cant agut (Arthroleptis crusculum) és una espècie trobada en la Serralada de Nimba, els Puigs Béro, els Puigs Tétini, i Foko, la Serralada Simandou (Puigs Tibe i Fon), Muntanyes Loma, i Turons Tingi en prades d'altitud alta. i dins boscos de galeria durant l'estació seca. Ptychadena submascareniensis és una altra espècie de granota que ha estat trobada només en les muntanyes Nimba i en les muntanyes Loma.

## Amenaces i preservació
El paisatge ha estat afectat negativament per la mineria en el Mont Nimba i l'aclarida general per cultivar així com els conflictes socials anteriors i posteriors a la guerra civil dins de Sierra Leone i Libèria. Malgrat posseir estatus de Parc protegit l'explotació de mena de ferro i or al Mont Nimba era encara un fet fins a la Guerra Civil liberiana, mentre les muntanyes de Loma són potser la part més conservada de la regió.

### Àrees protegides
Les àrees amb protecció inclouen:
- Gueoule i Mont Glo, reserves de bosc, Costa d'Ivori
- Kounounkan, Reserva forestal, Guinea
- Muntanyes Loma, Reserva de no explotació, Sierra Leone
- Mont Nimba, Reserva integral de Naturalesa, Guinea i Costa d'Ivori (amb plans per estendre's a Libèria)
- Mont Sângbé, Parc nacional, Costa d'Ivori
- Turong Tingi, Reserva de no explotació, Sierra Leone
- Ziama, Reserva integral de Naturalesa, Guinea